# Anarta dianthi
Anarta dianthi is een vlinder uit de familie uilen (Noctuidae). De wetenschappelijke naam is voor het eerst geldig gepubliceerd in 1809 door Tauscher.
De soort komt voor in Europa.